# Indianapolis 500 1930

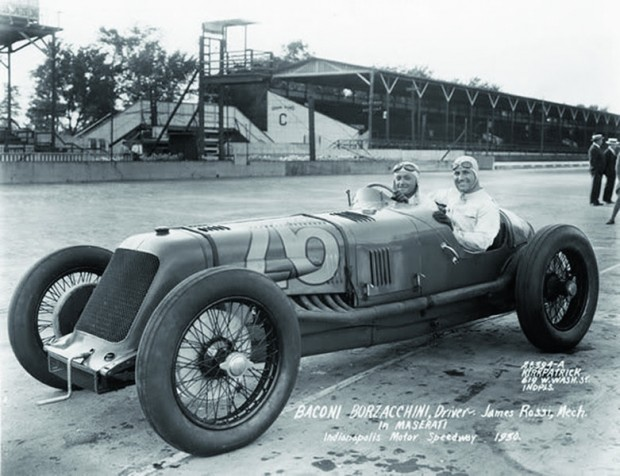
Baconin Borzacchini (am Steuer) im Maserati V4

Das 18. Indianapolis 500 (offiziell 18th 500 Mile International Sweepstakes Race) auf dem Indianapolis Motor Speedway fand am 30. Mai 1930 statt.

## Hintergrund
Die Einschreibefrist endete am 1. Mai um Mitternacht.
Das Reglement wurde geändert, es durften neu mehr als 33 Fahrer am Rennen teilnehmen, deshalb starteten 38 Konkurrenten.
Das Rennen ging über eine Distanz von 200 Runden à 4,023 km, was einer Gesamtdistanz von 804,672 km entspricht. Aus der Pole-Position startete Billy Arnold mit einer Vierrunden-Durchschnittszeit von 5:17.83 Min. oder 113,268 mph (182,287 km/h). Das Rennen war der zweite Lauf zur AAA-Saison 1930.

## Rennen
Louis Meyer übernahm in der ersten Runde die Führung vom Polesitter Billy Arnold, dieser holte sich die Spitzenposition im dritten Umlauf wieder zurück. Die Entscheidung war somit bereits gefallen und Arnold gab die Führung bis zur Zielflaggen nicht mehr ab. Meyer hatte im Verlauf des Rennens mit technischen Problemen zu kämpfen, er wurde im Schlussklassement auf dem vierten Rang geführt. In der 23. Runde gab es einen heftigen Unfall, ausgelöst durch Fred Roberts. Insgesamt waren sieben Fahrzeuge an diesem Unfall beteiligt, der aber für alle glimpflich endete.
Weniger gut ging ein Unfall in der 31. Runde aus. Cy Marshall überschlug sich bei Kurve drei, Marshall war unter dem Auto eingeklemmt, überlebte aber den Unfall. Sein Bruder und Beifahrer Paul Marshall hatte weniger Glück, ihn schleuderte es aus dem Fahrzeug und er starb wegen eines Schädelbruchs.
Arnold siegte mit einem Vorsprung von über sieben Minuten auf Shorty Cantlon.

## Ergebnisse

### Startaufstellung
| Reihe | Innen               | Mitte          | Außen              |
| ----- | ------------------- | -------------- | ------------------ |
| 1     | Billy Arnold        | Louis Meyer    | Shorty Cantlon     |
| 2     | Louis Schneider     | Chet Gardner   | Ernie Triplett     |
| 3     | Russ Snowberger     | Phil Shafer    | Leslie Allen       |
| 4     | Cy Marshall         | Frank Farmer   | Lou Moore          |
| 5     | J. C. McDonald      | Joe Caccia     | Chet Miller        |
| 6     | Claude Berton       | L. L. Corum    | Johnny Seymour     |
| 7     | Charles Moran       | Tony Gulotta   | Peter DePaolo      |
| 8     | Bill Cummings       | Mel Kenealy    | Jimmy Gleason      |
| 9     | Wilbur Shaw         | Joe Huff       | Speed Gardner      |
| 10    | Baconin Borzacchini | Marion Trexler | Letterio Cucinotta |
| 11    | Deacon Litz         | Babe Stapp     | Dave Evans         |
| 12    | Zeke Meyer          | Bill Denver    | Rick Decker        |
| 13    | Roland Free         | Harry Butcher  |                    |

### Schlussklassement
| Pos. | Nr. | Name                                                                                         | Chassis     | Motor       | Zeit/Rückstand              | Qualifikation ø 4 Rd. mph | Start |
| ---- | --- | -------------------------------------------------------------------------------------------- | ----------- | ----------- | --------------------------- | ------------------------- | ----- |
| 1    | 4   | Billy Arnold                                                                                 | Summers     | Miller      | 4:58:39.72 Std. 100,448 mph | 113,268                   | 1     |
| 2    | 16  | Shorty Cantlon (R) abgelöst Herman Schurch Laps 97–151                                       | Stevens     | Miller      | 200                         | 109,810                   | 3     |
| 3    | 23  | Louis Schneider                                                                              | Stevens     | Miller      | 200                         | 106,107                   | 4     |
| 4    | 1   | Louis Meyer (W)                                                                              | Stevens     | Miller      | 200                         | 111,290                   | 2     |
| 5    | 6   | Bill Cummings (R) abgelöst Freddie Winnai Laps 113–149                                       | Stevens     | Duesenberg  | 200                         | 106,173                   | 22    |
| 6    | 24  | Dave Evans                                                                                   | Stevens     | Miller      | 200                         | 97,342                    | 33    |
| 7    | 15  | Phil Shafer                                                                                  | Coleman     | Miller      | 200                         | 102,279                   | 8     |
| 8    | 22  | Russ Snowberger                                                                              | Snowberger  | Studebaker  | 200                         | 104,577                   | 7     |
| 9    | 25  | Leslie Allen (R) abgelöst Fred Lecklider Rd. 51–115 abgelöst Stubby Stubblefield Rd. 116–200 | Miller      | Miller      | 200                         | 101,919                   | 9     |
| 10   | 2   | L. L. Corum (W)                                                                              | Stutz       | Stutz       | 200                         | 94,130                    | 17    |
| 11   | 38  | Claude Berton (R)                                                                            | Oakland     | Oakland     | 196                         | 95,087                    | 16    |
| 12   | 42  | Letterio Cucinotta (R)                                                                       | Maserati    | Maserati    | 185                         | 91,584                    | 30    |
| 13   | 41  | Chet Miller (R)                                                                              | Ford T      | Fronty-Ford | 161                         | 97,360                    | 15    |
| 14   | 46  | Harry Butcher (R)                                                                            | Buick       | Buick       | 127                         | 87,003                    | 38    |
| 15   | 10  | Mel Kenealy (R)                                                                              | Whippet     | Miller      | 114 (Ventile)               | 103,327                   | 23    |
| 16   | 21  | Zeke Meyer (R)                                                                               | Miller      | Miller      | 115 (Lenkung)               | 95,357                    | 34    |
| 17   | 17  | Ernie Triplett                                                                               | Whippet     | Miller      | 125 (Motor)                 | 105,618                   | 6     |
| 18   | 35  | J. C. McDonald (R) abgelöst Johnny Krieger Rd. 105–112                                       | Studebaker  | Studebaker  | 112 (Tankleck)              | 98,953                    | 13    |
| 19   | 28  | Roland Free (R)                                                                              | Chrysler    | Chrysler    | 69 (Kupplung)               | 89,639                    | 37    |
| 20   | 9   | Tony Gulotta                                                                                 | Whippet     | Miller      | 79 (Ventile)                | 100,033                   | 20    |
| 21   | 33  | Frank Farmer                                                                                 | Miller      | Miller      | 69 (Unfall)                 | 100,615                   | 11    |
| 22   | 44  | Bill Denver (R)                                                                              | Duesenberg  | Duesenberg  | 41 (Lenkung)                | 90,650                    | 35    |
| 23   | 34  | Joe Huff (R) abgelöst Ted Chamberlain Rd. 8–27 abgelöst Speed Gardner Rd. 28–48              | Cooper      | Miller      | 48 (Ventile)                | 101,178                   | 26    |
| 24   | 3   | Wilbur Shaw                                                                                  | Smith       | Miller      | 54 (Lenkung)                | 106,135                   | 25    |
| 25   | 29  | Joe Caccia (R) abgelöst Rick Decker                                                          | Duesenberg  | Duesenberg  | 43 (Unfall)                 | 97,606                    | 14    |
| 26   | 36  | Cy Marshall (R)                                                                              | Duesenberg  | Duesenberg  | 29 (Unfall)                 | 100,846                   | 10    |
| 27   | 32  | Charles Moran (R)                                                                            | Du Pont SG1 | Du Pont     | 22 (Unfall)                 | 89,733                    | 19    |
| 28   | 7   | Jimmy Gleason                                                                                | Miller      | Miller      | 22 (Getriebe)               | 93,709                    | 24    |
| 29   | 14  | Lou Moore                                                                                    | Coleman     | Miller      | 23 (Unfall)                 | 99,867                    | 12    |
| 30   | 12  | Deacon Litz                                                                                  | Duesenberg  | Duesenberg  | 22 (Unfall)                 | 105,755                   | 31    |
| 31   | 8   | Babe Stapp                                                                                   | Duesenberg  | Duesenberg  | 21 (Unfall)                 | 104,950                   | 32    |
| 32   | 39  | Johnny Seymour                                                                               | Cooper      | Miller      | 21 (Unfall)                 | 93,376                    | 18    |
| 33   | 5   | Peter DePaolo (W) abgelöst Fred Roberts Rd. 8–20                                             | Stevens     | Duesenberg  | 20 (Unfall)                 | 99,956                    | 21    |
| 34   | 45  | Marion Trexler (R)                                                                           | Auburn      | Lycoming    | 19 (Unfall)                 | 92,978                    | 29    |
| 35   | 19  | Speed Gardner                                                                                | Miller      | Miller      | 14 (Radaufhängung)          | 95,585                    | 27    |
| 36   | 26  | Baconin Borzacchini (R) abgelöst Jimmy Rossi Rd. 4–7                                         | Maserati V4 | Maserati    | 7 (Eletkrik)                | 95,213                    | 28    |
| 37   | 48  | Rick Decker                                                                                  | Mercedes    | Clemons     | 8 (Ölleck)                  | 92,293                    | 36    |
| 38   | 18  | Chet Gardner (R)                                                                             | Duesenberg  | Duesenberg  | 1 (Dreher)                  | 105,811                   | 5     |

(W)=früherer Gewinner / (R)=Rookie / alle Starter auf Firestone-Reifen

### Führungsrunden
| Fahrer       | Anzahl             |
| ------------ | ------------------ |
| Billi Anrold | 198 (Rekordhalter) |
| Louis Meyer  | 2                  |